# Cathédrale Saints-Pierre-et-Paul de Providence
Pour les articles homonymes, voir Cathédrale Saints-Pierre-et-Paul.
La cathédrale Saints-Pierre-et-Paul (Cathedral of Saints Peter and Paul) est la cathédrale du  diocèse de Providence en Nouvelle-Angleterre (États-Unis). Elle se trouve à Providence dans le Rhode Island. Elle est dédiée aux saints apôtres Pierre et Paul.

## Histoire
Une première messe est célébrée le 4 novembre 1838 dans une première petite église de bois consacrée à saint Pierre et à saint Paul. Dans les cinq ans, la population catholique s'accroît fortement. En 1844, le diocèse d'Hartford est érigé. Son premier évêque, Mgr Tyler, décide d'élire sa résidence à Providence qui comportait déjà une majorité de catholiques. La population d'origine irlandaise continue de croître, si bien que l'église Saints-Pierre-et-Paul s'avère trop petite. 
En 1872, le nombre de fidèles catholiques atteint 200 000 personnes dans le diocèse. L'évêque, Mgr McFarland (en), avait déjà exprimé le désir de construire une église plus grande, mais il se heurtait à des difficultés au sein du diocèse. Finalement le pape Pie IX érige le nouveau diocèse de Providence en 1871 pour répondre à la requête de l'évêque qui souhaitait un territoire plus réduit à cause de sa santé défaillante. Le nouveau diocèse recouvre le Rhode Island, une partie sud-est du Massachusetts et Martha's Vineyard. Son premier évêque est Mgr Thomas Francis Hendricken, nommé en avril 1872. Il compte 125 000 catholiques répartis en quarante-trois paroisses, avec cinquante-trois prêtres. En 1873, il confie les plans d'une nouvelle cathédrale à Patrick Keely (en). Un nouveau presbytère est édifié à l'angle de la Fenner Street et de la Pond Street. La première pierre est posée en 1878. Les funérailles de l'évêque ont lieu en 1886 dans l'édifice non terminé. Elle est finalement consacrée le 30 juin 1889.
La cathédrale connaît une restauration majeure en 1968-1971. En 2006, les fondations sont consolidées et la crypte est détruite. Les tombes qui s'y trouvaient sont transférées au cimetière de Cranston, sauf celle de Mgr Hendricken, son fondateur, qui est placée dans un sarcophage de granit en haut dans le transept.
Elle est inscrite au Register of National Historic Places en 1975.

## Extérieur
L'édifice est construit en pierre brune du Connecticut et domine la ville de ses tours jumelles de 48 mètres de hauteur. Elles ont quatre cloches portant le nom de chacun des Évangélistes: Matthieu, Marc, Luc et Jean. Elles sont issues d'une fonderie hollandaise et ont été baptisées et bénies en 1968.

## Intérieur
L'intérieur est décoré dans le style néo-gothique s'inspirant de la cathédrale du Saint-Nom de Chicago. Le tabernacle de bronze doré est issu de la maison X. Corberro et fils de Barcelone. Le maître-autel est en marbre vert d'Issoire dans les Alpes françaises. On retrouve ce marbre dans d'autres éléments intérieurs, comme les colonnes ou des panneaux des murs. La nef est sous des voûtes d'ogives. Les vitraux sont de la manufacture royale de Munich et représentent des scènes de l'Ancien et du Nouveau Testament.

## Orgue
L'orgue a été fait par la maison Casavant Frères de Saint-Hyacinthe au Québec, et terminé en juillet 1971. Conçu par Lawrence Phelps, il porte le numéro Casavant Opus 3145 et a été installé dans le transept Nord pour un coût de 217 500 dollars. Il a quatre claviers manuels de 56 touches, un pédalier de 32 touches, 73 registres et 126 rangs. Il possède 6 616 tuyaux ; c'est donc l'un des instruments mécaniques parmi les plus importants d'Amérique du Nord et l'un des plus grands de chez Casavant Frères,.

## Galerie

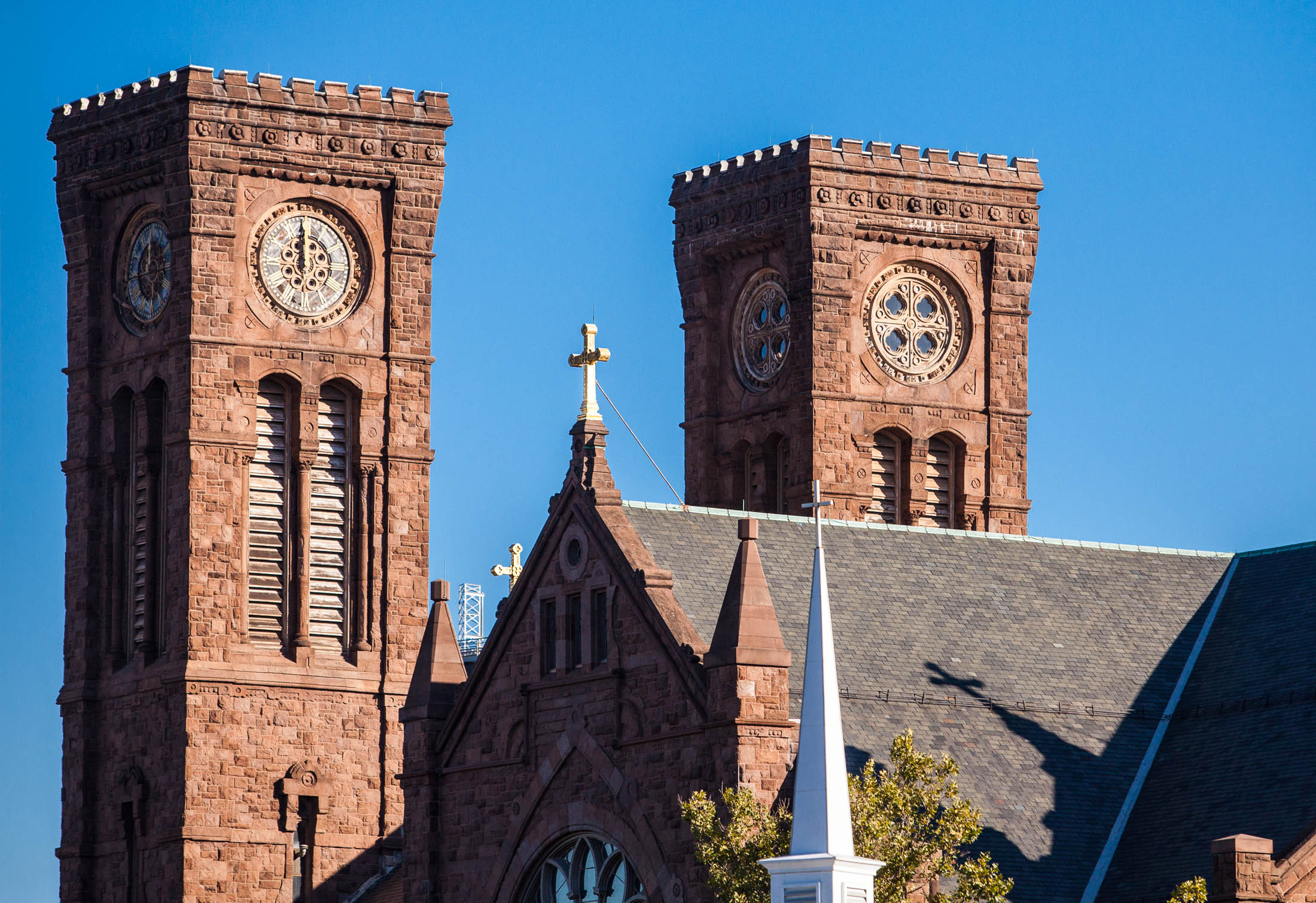
Tours
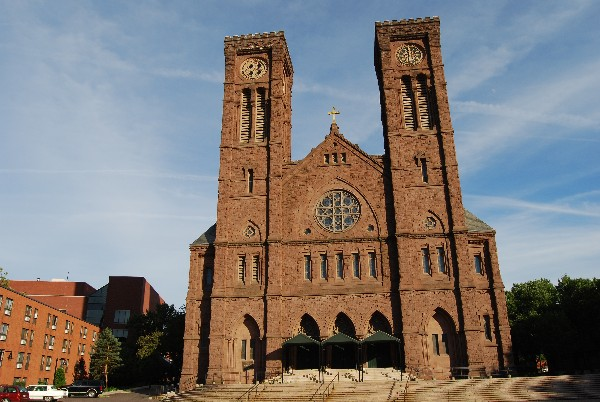
Façade
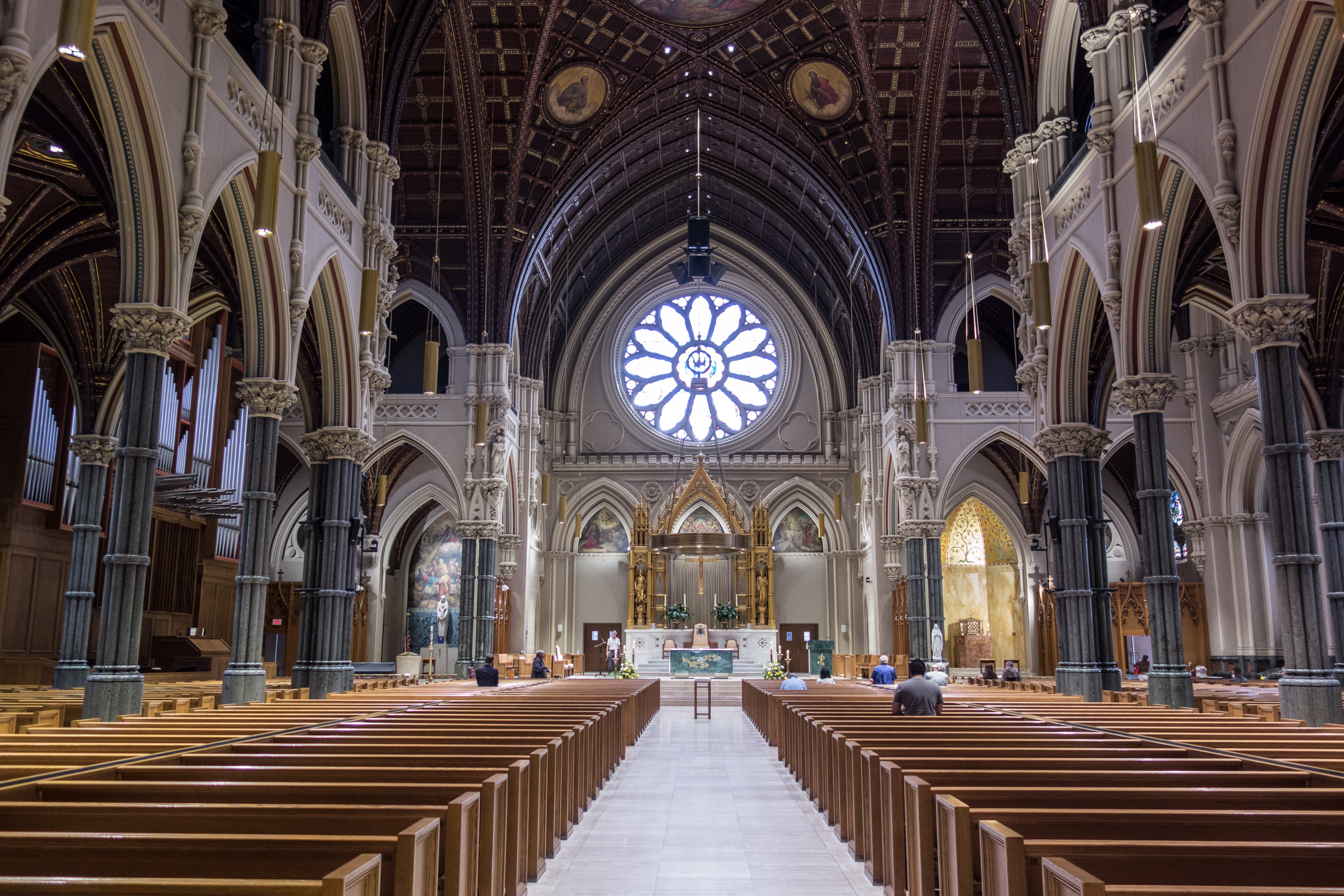
Intérieur